# جين دونز
جين دونز (بالإنجليزية: Jeanne Downs)‏ هي مقدمة تلفزيونية بريطانية، ولدت في 6 يناير 1968.